# Kenneth Appel

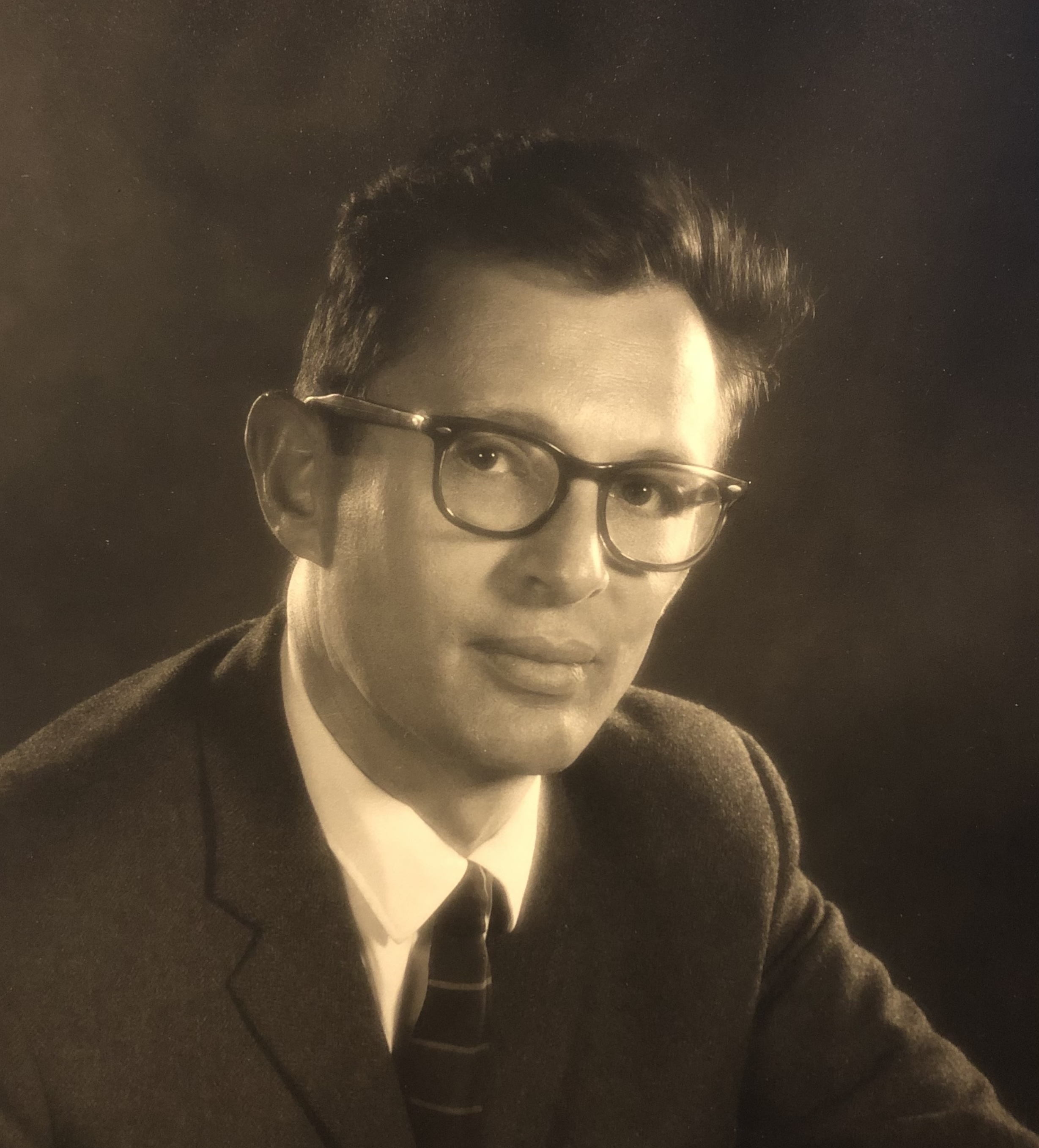
Kenneth Appel 1970

Kenneth Ira Appel, auch Ken Appel (* 8. Oktober 1932 in Brooklyn, New York City; † 19. April 2013 in Dover, New Hampshire), war ein US-amerikanischer Mathematiker, der vor allem wegen seines Beweises des Vier-Farben-Satzes mit Wolfgang Haken 1976 bekannt ist.
Appel studierte bis 1953 am Queens College (Bachelor-Abschluss), diente zwei Jahre in der US-Armee und setzte dann sein Studium an der University of Michigan fort, wo er 1959 bei Roger Lyndon mit der Dissertation Two Investigations on the Borderline of Logic and Algebra promoviert wurde.
Danach arbeitete er zwei Jahre am Institute for Defense Analyses in Princeton und ging dann 1961 als Assistenzprofessor an die University of Illinois at Urbana-Champaign, wo er 1967 Associate Professor und 1977 ordentlicher (full) Professor wurde und wo er im Jahre 1976 zusammen mit Wolfgang Haken den berühmten Vier-Farben-Satz bewies. Dieser besagt, dass für jede zweidimensionale Landkarte (mit bestimmten Einschränkungen) vier Farben ausreichen, um die Karte zu färben, ohne dass benachbarte „Länder“ die gleiche Farbe haben.
Der Beweis kam nur durch massiven Computer-Einsatz zustande und konnte auch nur per Computer verifiziert werden (etwa 1500 Einzelfälle mussten überprüft werden). Damit markiert er auch beweistechnisch einen Einschnitt in der Mathematikgeschichte – der Beginn dessen, was heute unter dem Sammelbegriff experimentelle Mathematik läuft. In ihrem Beweis bauten sie auf Ideen von Heinrich Heesch auf, der in den 1960er Jahren an der TU Hannover ebenfalls an einem Beweis mit Computerhilfe arbeitete, aber nur ungenügende finanzielle Unterstützung erhielt und auch sonst relativ isoliert war. Appel und Haken benötigten für ihren Beweis 1200 Stunden Rechenzeit auf einer IBM 360 mit 64 kB Arbeitsspeicher, die an der Universität sonst nur Verwaltungs-Zwecken diente. Ihre Arbeit an dem Beweis dauerte rund vier Jahre und begann 1972. Dabei wurden sie auch von den Kindern von Appel unterstützt (sein Sohn Andrew ist inzwischen auch Professor für Informatik in Princeton). Zur Feier des Beweises führte die Universität von Illinois einen neuen Poststempel Four colors suffice ein. Anscheinend wurde der Großteil der Programmierung (in Assembler-Sprache) von Appel durchgeführt, während der Topologe Haken konzeptionelle Ideen beisteuerte.
Kenneth Appel war zuletzt Professor an der University of New Hampshire in Durham, wo er 1993–2002 Chef des Mathematik-Departments war. Er ist Fellow der American Mathematical Society.
1979 erhielt er mit Haken den Fulkerson-Preis der AMS für Diskrete Mathematik.
Er war seit 1959 mit Carole Stein verheiratet.